# Budgie (ambiente de desktop)
Budgie é um ambiente de área de trabalho que usa tecnologias do GNOME, tais como o GTK+ (> 3.x) e é desenvolvido pelo projeto Solus, bem como pelos contribuintes, a partir de numerosas comunidades como o openSUSE Tumbleweed, Arch Linux e Ubuntu Budgie.
Budgie enfatiza a eficiência, simplicidade, elegância e usabilidade, especialmente de usabilidade para novos usuários. Ele proporciona uma experiência no ambiente de trabalho semelhante ao dos sistemas operacionais móveis, como Android, também se assemelha ao GNOME. Ele coloca menos ênfase na possibilidade de personalização e de área de trabalho virtual tratamento procurado por experientes usuários de energia, embora as versões mais recentes são um pouco mais configurável.

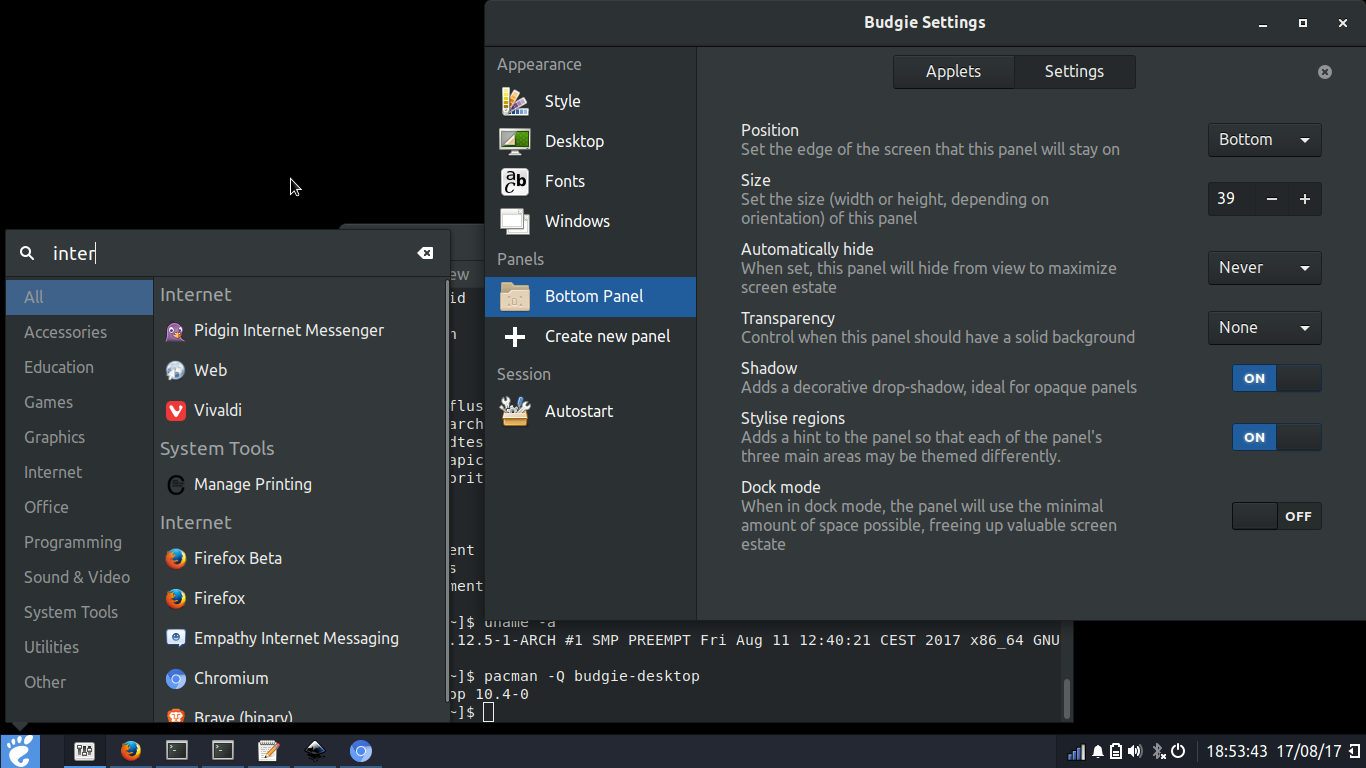
Budgie versão 10.4.

## Aplicações
O ambiente de trabalho Budgie se integra com o GNOME, empregando tecnologias subjacentes para oferecer uma experiência de área de trabalho alternativa. Aplicativos do Budgie geralmente usam GTK e barras de título semelhantes a aplicações GNOME. Budgie constrói o que é efetivamente uma lista de Favoritos automaticamente enquanto o usuário trabalha, movendo categorias e aplicativos para o topo dos menus quando eles são usados.

## História
Budgie foi desenvolvido, inicialmente, para o ambiente de trabalho da distribuição Linux Evolve OS. Após a alteração do nome de Evolve OS para Solus, o desenvolvimento do Budgie acelerou.
As primeiras versões do Budgie eram lentas e propensas a falhas. A velocidade e a confiabilidade têm melhorado com o tempo.
Budgie v1 foi lançado 18 de fevereiro de 2014, v10 em 27 de dezembro de 2015. O esquema de controle de versão mudou, com a versão atual sendo 10.4.
Começando com a versão 11, Budgie será reescrito em Qt.